# Banu Hassan
 (décembre 2010).
Si vous disposez d'ouvrages ou d'articles de référence ou si vous connaissez des sites web de qualité traitant du thème abordé ici, merci de compléter l'article en donnant les références utiles à sa vérifiabilité et en les liant à la section « Notes et références ».
Les Banu Hassan (également Beni Hassan ou Hassanides, en arabe : بنو حسان) sont une tribu arabe, descendants des Banu Maqil qui ont émigré d'Égypte vers le Maghreb au XIIIe siècle.
Ils arrivent au Maroc ainsi que dans l'actuel territoire du Sahara occidental et en Mauritanie au XIVe siècle et prennent rapidement l'avantage sur les populations sanhadja de la région.
Une révolte des Sanhadja en 1644 contre les Banu Hassan déclenche la longue guerre de Char Bouba.
Au 16e siècle, les Beni Hassan nomadisaient entre Missour et Almis de Guigou. Au 17e siècle, ils ont progressé vers le nord-ouest dans la région de Sefrou pour atteindre la forêt de Maâmora (Mâmoura) et la plaine du Gherb. Au 18e siècle, les Beni Hassan ont été repoussés à l'ouest par la tribu Zemmour qui remonte du sud vers le nord.
Le dialecte des Banu Hassan, le hassanya, est largement parlé en Mauritanie, au Sahara occidental, au Maroc, au Sud-Ouest de l'Algérie et dans le Nord du Mali.